# Kokubun-ji
Pour l’article homonyme, voir Kokubunji (Tokyo).

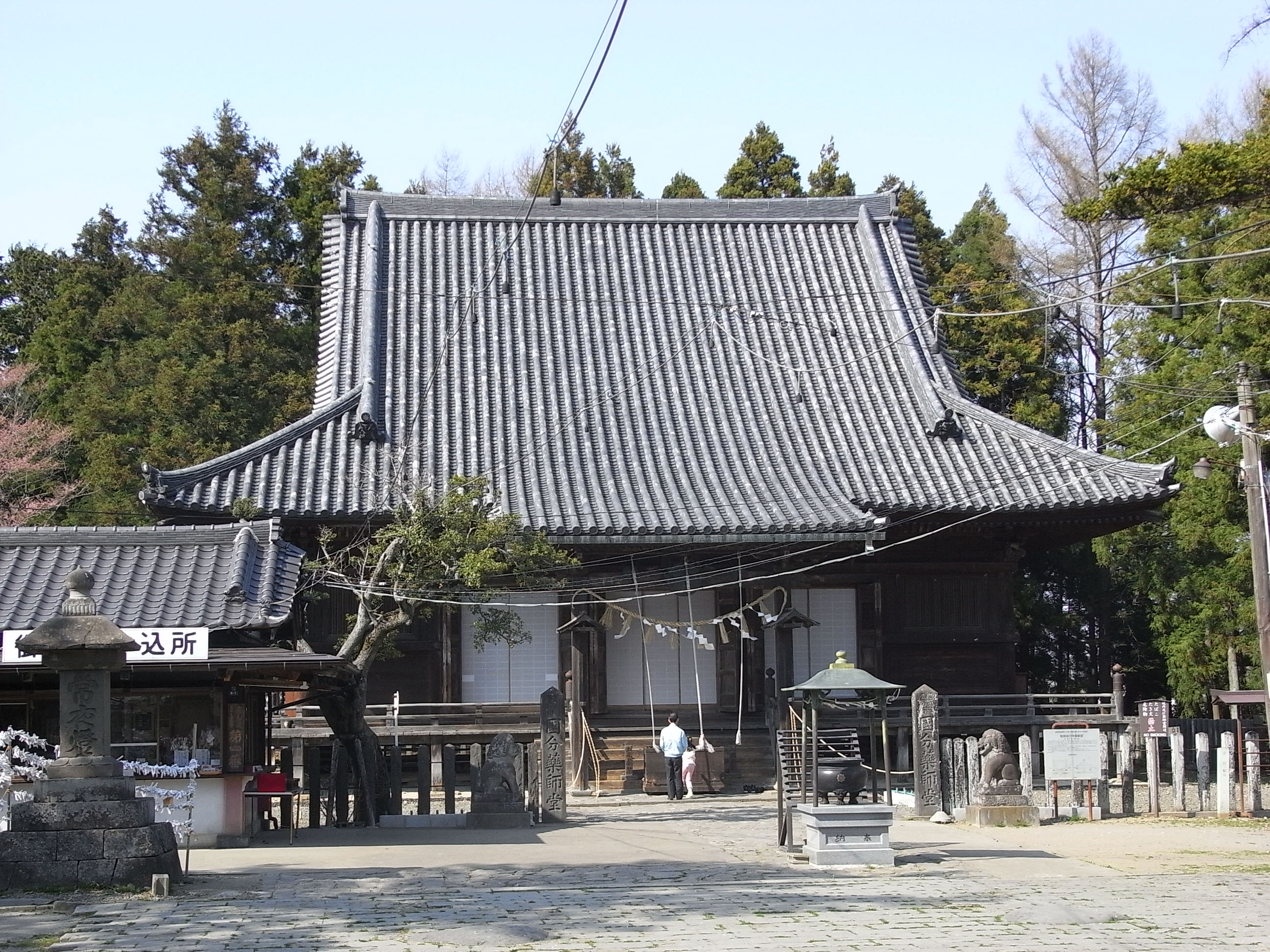
Mutsu Kokubun-ji Yakushido.

Les kokubun-ji (国分寺) sont des temples bouddhistes établis dans chacune des provinces du Japon par l'empereur Shōmu durant l'époque de Nara (710-794). Shōmu (701-756 ?) décrète qu'un kokubun-ji soit établi dans chaque province pour les bhikkhu (moines) et qu'un kokubunni-ji (国分尼寺) le soit pour les bhikkhuni (moniales). Le Tōdai-ji, temple provincial de la province de Yamato, est à la tête de tous les kokubun-ji, et le Hokke-ji remplit ce rôle pour les kokubunni-ji.
Les mots « kokubun-ji » et « kokubunni-ji » sont à l'origine de nombreux noms de lieux encore en usage de nos jours tels que :
- Kokubunji, une municipalité de la préfecture de Tokyo,
- Kokubunji (en), une municipalité de la préfecture de Kagawa,
- Kokubunji (en), une municipalité de la préfecture de Tochigi.